# カタコンベ

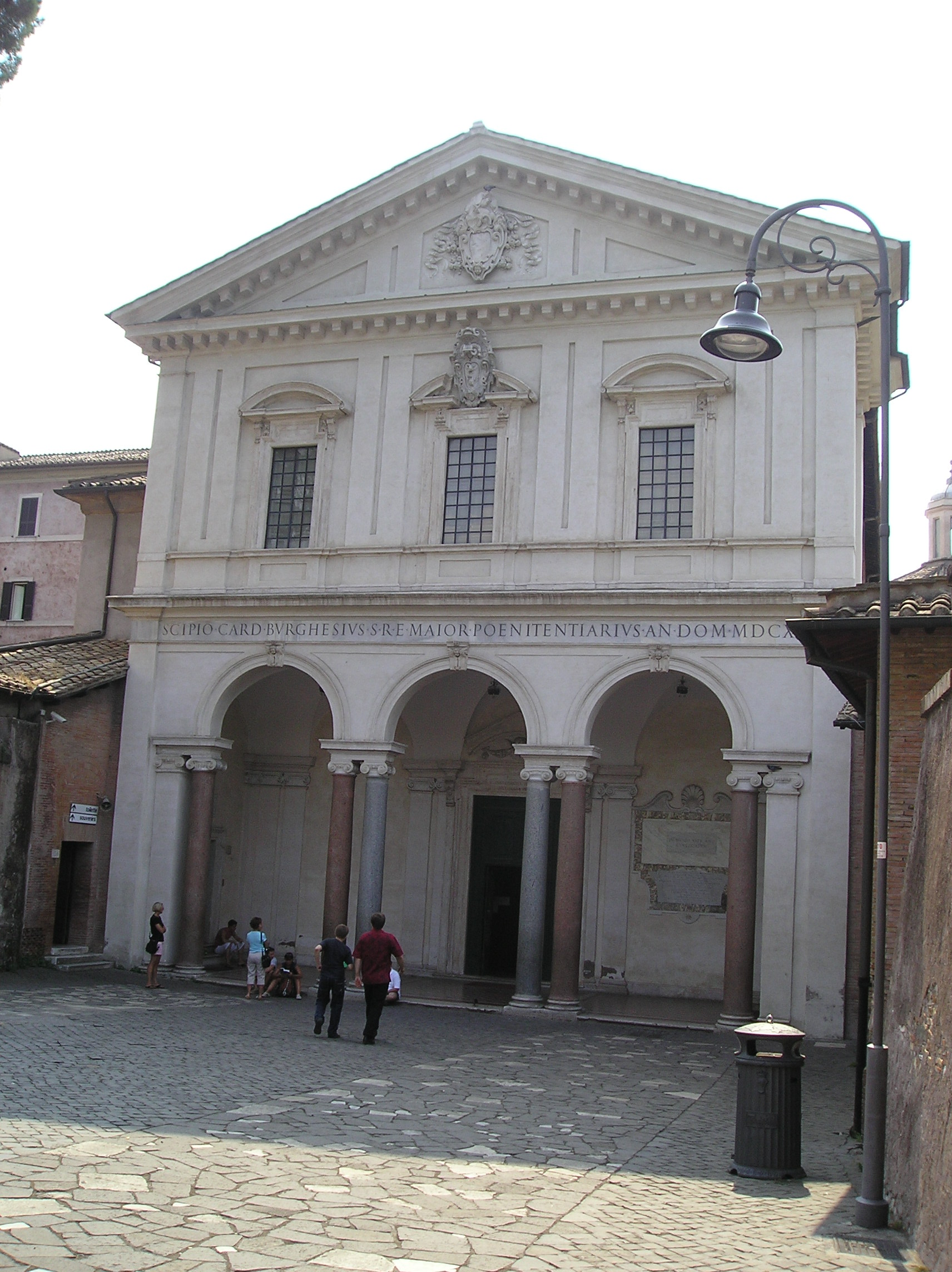
ローマのサン・セバスティアーノ・フォーリ・レ・ムーラ教会のファサード

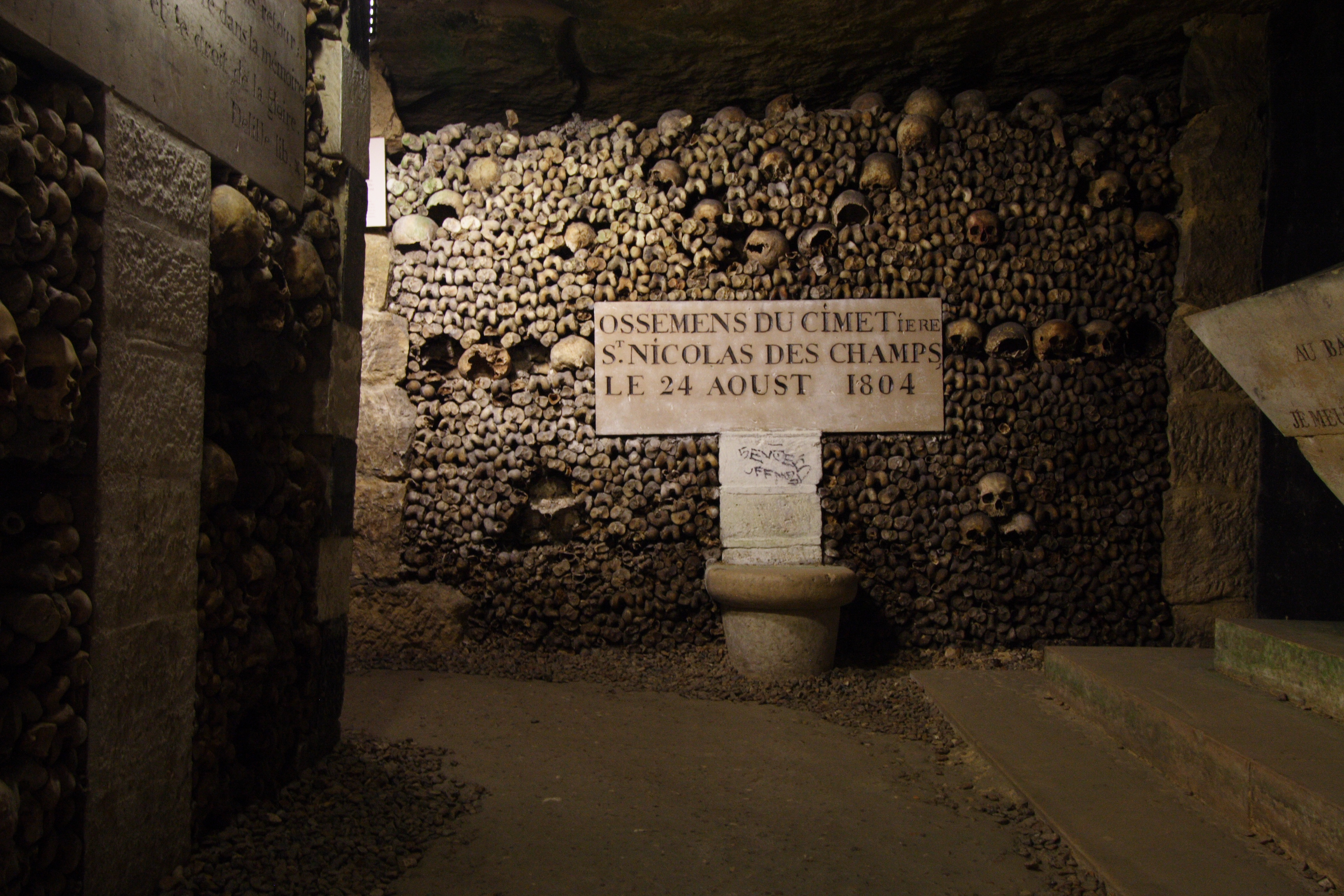
パリのカタコンベ

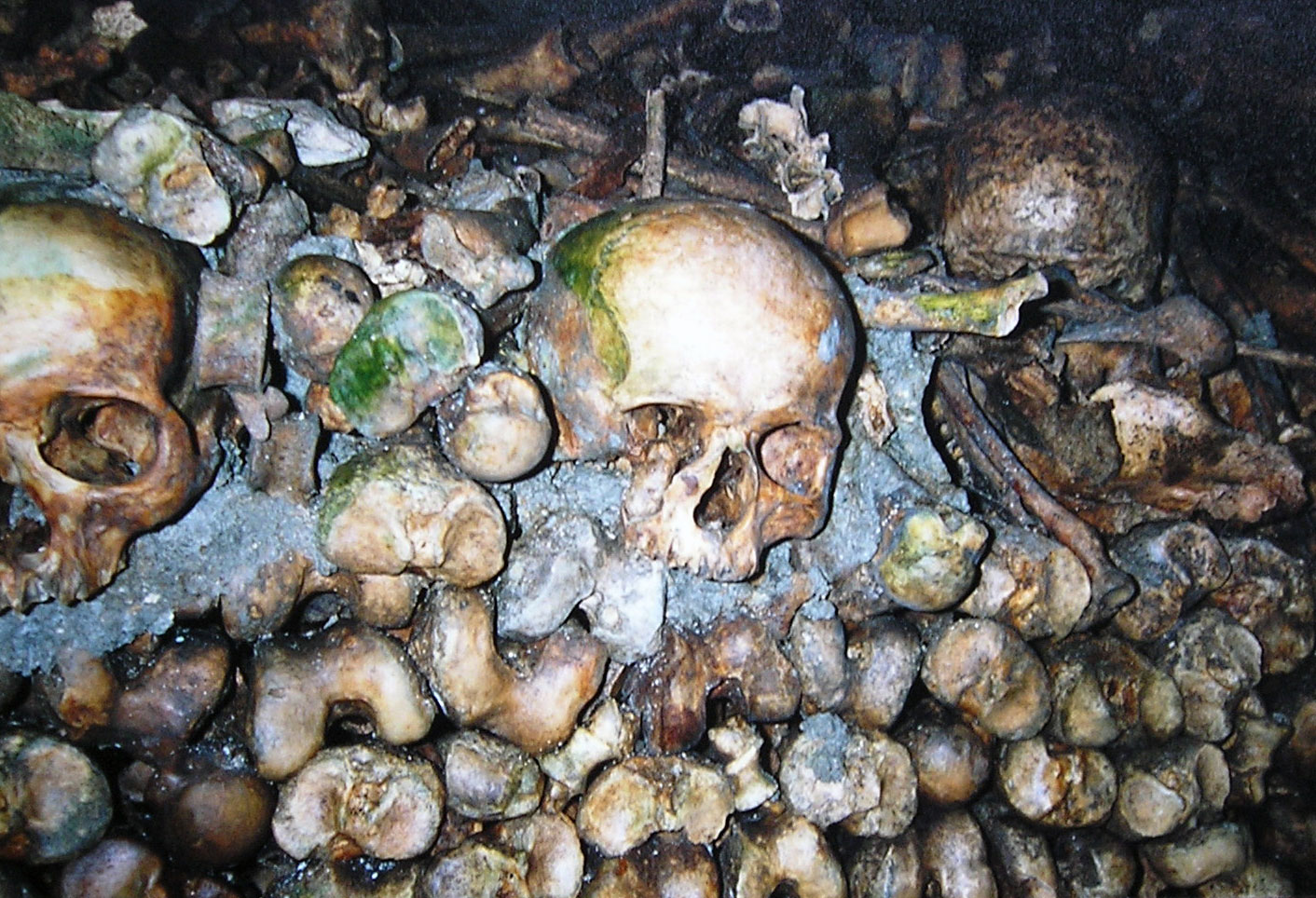
パリのカタコンベ

カタコンベ（イタリア語：catacombe）とは、地下につくられた共同墓地のこと。キリスト教徒の集会の場としても使われた。ドゥラ・エウロポス（シリア）は、祭壇、教会堂、洗礼場がある、集会場としての代表例。

## 概要
もとはローマのサン・セバスティアーノ・フォーリ・レ・ムーラ教会がある場所の地下に存在する埋葬場所のことを意味していた。周辺の地形「窪地のあたり」を意味するad catacumbasに由来する。その後、死者を葬る為に使われた洞窟、岩屋や地下の洞穴のこと全般を指すようになった。厳密には3、4世紀のローマやその周辺地方の地下墓所をカタコンベと呼ぶ。英語（catacomb）ではカタコームまたはカタクームといい、語尾のbは発音しない。イタリア語（catacombe）やドイツ語（Katakombe）ではカタコンベと発音される。フランス語（Catacombes）ではカタコンブに近い音になる。

### 有名な墓所

#### イタリア
- ローマ
  - Catacombs of Rome（サン・セバスティアーノ・フォーリ・レ・ムーラ教会など）
  - 骸骨寺（Santa Maria della Concezione dei Cappuccini）
- カプチン会修道士墓所（Catacombe dei Cappuccini、シチリア パレルモ）

#### その他
- カタコンブ・ド・パリ（フランス）
- シュテファン大聖堂、ミヒャエル教会（オーストリア ウィーン）
- アレキサンドリア（エジプト）
- マルタ島（マルタ）
- グラナダ（スペイン）
- リマ（ペルー）

類似のものとしてはトルコのアナトリア、北アフリカのスサ、イタリアのナポリ、ドイツのトリーア、ウクライナのキエフなどに存在する。
ウクライナやロシアのカタコンベは鉱石、石灰岩の採掘後のトンネルが使われており、クリミアや黒海沿岸に位置している。有名なものはオデッサやクリミア、アジムシュカイ（Ajimushkay）のものである。それらはソ連の第二次世界大戦のゲリラの基地としても使われた。アジムシュカイには10000人の兵士や難民が葬られている。その後、博物館として公開されているところもある。

## 音楽
- ハルトマンの絵画を基にしたといわれる、ムソルグスキーの組曲『展覧会の絵』の一曲に、これを題名とする曲がある。
- レスピーギは、交響詩『ローマの松』の第2部で、「カタコンバ付近の松」を題材にしている。